# Смиљан
Смиљан је насељено мјесто у Лици. Припада граду Госпићу, у Личко-сењској жупанији, Република Хрватска. Смиљан је најпознатији као родно место српског научника Николе Тесле. Он је у Смиљану рођен 10. јула 1856. године, тада још увек у саставу Војне крајине.

## Географија
Насељено мјесто Смиљан обухвата више засеока, од којих су неки на ранијим пописима становништва у Југославији имали статус самосталног насељеног мјеста: Баћинац, Богданић, (Ваганац), (Дебело Брдо), Дражица, Заблате, Колаковица, Ковачевићи, Љутача, Милковића Варош, Миљача, Мишкулин Брдо, Подкрчмар, Расовача, (Растока), Росуље, Смиљан, (Смиљанско Поље) и Човини. Смиљан је удаљен 7 км западно од Госпића и 15 км од ауто-пута Загреб - Сплит.

## Историја
У Смиљану је 1847. године записано 1520 православних Срба. Касније, 1867. године заједно се бележе становници Смиљана и Госпића. Тада их је било укупно 1871 душа.
Смиљан се налази на простору некадашње Војне крајине.
Учитељ Ђуро Турић био је 1883. године народни учитељ у месту. Постоји 1885. године женска народна школа у месту. Огласом је тражен нови учитељ, којем је следовала плата од 350 ф. и припадајући стан са огревом. Постављена је ту 1886. године као привремена учитељица Марија Барић (ту и 1887. као стална у "женској школи").
Лазар Бркић је 1904. године основао прву Српску земљорадничку задругу у Смиљану, са неограниченом одговорношћу. Потврдио ју је судбени сто у Госпићу 17. септембра те године.

### Насељавање Срба
Први Срби које су Турци као своје поданике довели у Лику били су они око Смиљана и Косиња. Они су дошли 1577. године за време владавине Ферхард-паше. Радило се претежно о сточарском становништву које је потицало из крајева око реке Лима, Таре и Пиве. И досељеним Србима Турци су додељивали бољу земљу око утврђених градова у Смиљану, Богданићу, Крчмару и Бужиму.

### Други свјетски рат
Почетком Другог свјетског рата, односно на дан 10. април 1941. када је Анте Павелић основао Независну Државу Хрватску, усташе су преузеле власт у Госпићу. Исти дан усташе су ухапсиле 5 Срба из Смиљана и 18 Срба из Богданића. Два дана касније, у Смиљан су 12. априла 1941. године дошле хрватске усташе и ухапсиле тадашњег пароха СПЦ протојереја Матију Стијачића. Усташе су проту Матију Стијачића одвеле у логор у Госпићу, гдје је мучен, а касније и убијен. Према другим свједочењима, из Госпића је одведен на Велебит и тамо убијен.
Хрватске усташке власти су 1941. на мјесто управника логора у Госпићу поставиле Мију Старачека који је у јулу 1941. послао групу усташа у Смиљан да изврше покољ Срба.
| „                                                               | У јулу 1941. отишле су усташе и с њима Иван Ковачевић и Томо Шарић у Смиљан по наређењу управитеља Старачека. Није их било од 10 до 15 дана па сам упитао Старачека гдје су они. Дрско ми је одговорио да се то мене не тиче гдје су они, да он зна куда их је послао и рекао да су они више учинили за ово 10 дана, него ћу ја за 50 година своје стражарске службе. Нашао сам се увређен и запитао га, шта су они толико учинили, а он ми је одговорио, да су почистили читаво село Смиљан од српске гамади. Убрзо сам сазнао да су усташе и наши стражари извршили масовни покољ Срба у селу Смиљану. Поклали су мушкарце, жене и дјецу. Одмах након тога извршили су покољ српских сељака у селу Смиљанско Поље. Довели су у затвор Симића Лемајића и још неколико Лемајића, њих су с другима отпремили у Јадовно и тамо ликвидирали. | ” |
| — Исказ Анте Антуновића 6. јуна 1952. у Окружном суду у Госпићу | |   |

На празник Светог Илије 2. августа 1941, хрватске усташе су извршиле покољ српског становништва села Смиљан и његових засеока. Тог дана усташе су поклале или живе запалиле 506 Срба свих узраста. Према другим изворима, усташе су у љето 1941. у Смиљану поклале и живе спалиле 650 Срба.
| старосна доб                        | број жртава српске националности |
| новорођенчад без имена              | 27                               |
| дјеца узраста од једне до 15 година | 127                              |
| особе од 16 до 80 година старости   | 340                              |
| особе старије од 80 година          | 12                               |
| Укупно                              | 506                              |

##### Католички жупник у Смиљану
Блаж Томљеновић жупник у селу Смиљану, у свакој прилици и на сваком месту распиривао је мржњу између Срба и Хрвата и ове друге хушкао против првих. Он је главни подстрекач покоља православних Срба у Смиљану.

##### Редосљед страдања
Овде се налази један дио евидентираних свједочења о страдању Срба за вријеме Другог свјетског рата на подручју Смиљана:
- 1. август 1941.

У селу Смиљану усташе су 1. августа 1941. поклале 66 Срба и спалиле их у њиховим кућама. Усташе су предводили Рудолф Риц (Rudo Ritz командант логора Јадовно), Аџија Јосо и Драган Девчић.
- 2. август 1941.

У засеоку Богданић, село Смиљан, усташе су 2. августа 1941. ножевима и мацолама измасакрирале 103 српска цивила.
У засеоку Заблате, село Смиљан, усташе су 2. августа 1941. заклале и спалиле 62 српска цивила у кући Милкана Катића, Петра Лемајића и другима.
- 3. август 1941.

У селу Смиљанско Поље (Павлинов стан), усташе су 3. августа 1941. заклале и спалиле 70 Срба.
- 4. август 1941.

У селу Смиљанско Поље (Дудина кућа), усташе су 4. августа 1941. заклале и спалиле 18 Срба.
- 10. август 1941.

У село Смиљанско Поље, усташе су 10. августа 1941. живе спалиле 32 Срба из засеока Селиште.
- 5. март 1945.

У селу Смиљан, усташе су 5. марта 1945. објесиле 30 Срба на саобраћајне знакове и околно дрвеће на раскршћу путева у Смиљану.
Овај нечувени покољ Срба у Смиљану почео је 1. и трајао до 8. августа 1941. године. Око два сата после подне 8. августа 1941. године усташе су ухватиле 33 особе и затвориле у кућу Миланка Катића, затим су кућу запалили и у њој сви изгорели. Спасила се једино Марија, кћер Петра Катића, бекством из запаљене куће у Велебит где је живела осам дана само од воде и траве. Последњи дан је успела да дође у везу са одметнутим оружаним одредом, уврстила се у њихове редове и активно учествовала у личком устанку. Тог истог дана и у исто време запаљена је кућа Петра Лемајића, у којој је било више особа. Из куће су се чули страховити јауци, због који су усташе пуцале из пушке у ту запаљену дрвену кућу. Сви који су били унутра изгорели су. Истога дана, после подне између 3 и 4 сата Лука Пејновић са још 70 људи одведен је на плантажу у Пазариштима где су сви поклани. Тога истог дана заклан је код своје куће Дане-Лукин Пејновић, а Никола Пејновић је одведен од куће и убијен. Затим су похватани Јово и Петар Пејновић, Петрова жена Милка и синови Никола и Милан, један унук и више непознатих особа, око 20 душа и сви у кући Петровој живи спаљени. Када се Јово Пејновић, сав избезумљен од страха и чуда примакао запаљеној кући, која је већ догоревала, усташе су га ухватиле и бациле у Петрову кућу, која је такође догоревала. Истог дана у Смиљанском Пољу усташе су ухватиле Петра Пејновића (Пацанова) и тројицу његових синова, и пред кућом их убили. Затим је ухваћено 120 особа, повезано, и одведено у шуму Брезик, близу Широког моста и ту су сви поклани или из пушке поубијани. Из ове групе спасао се Љубан Басарић, муж Марије (рођене Пејновић). И њему су као и осталима ноге биле увезане жицом, али га је његова кћи, дете од 9 година, одрешила рекавши му: "Ти бежи, остави нас, а ми ћемо овде изгинути". Љубан је изашао и почео да бежи, али су га усташе приметиле, припуцале и раниле га у обе руке. Како је био млад и јак успео је да побегне. Августа 1948. налазио се у Загребу као официр Југословенске армије. Трећег августа ухваћени су Јовица Пејновић из Смиљанског Поља са децом, Миле Пејновић са женом и седморо деце затим сви Лемајићи и Врањеши из Смиљанског Поља и истог дана су спаљени у кући Васе Лемајића.
У кући Стевана Пејновића, спаљене су 32 особе. Неким чудом спасило се само троје деце. Сва ова лица пре спаљивања била су ножевима избодена, а нека и заклана. Девојчица Сара Пејновић, кћи Миланова, стара 12 година, задобила је осам рана по телу. Лежала је у несвести. На њу су усташе бациле мртву жену Пиље Пејновића. Заједно са њом у кући је било убијено и њено двоје деце, женско од 8 и мушко од 5 година. Пошто се на запаљеној кући срушио кров, усташе су отишле, Сара се освестила, а Пиљина деца дошла су себи. Кад су прозори почели да горе Сара је обадвоје рањене деце успела да избаци кроз прозор напоље па је и сама за њима искочила. Брат и сестра тешко рањени, ухватили су се за ручице и пошли кући. Уз пут су свратили на бунар неких Ковачевића, ту су се опрали и продужили пут. Уз пут су сусрели камион пун италијанских војника који су их узели, одвели у Обровац, у Далмацију, а затим у болницу у Задар. Деца су се излечила, мушкарац се вратио својој кући, а девојчица се запослила и остала у Задру под заштитом Италијана, где се налазила и августа 1948. године. Међутим године 1945. усташе су ухватиле Пиљу Пејновић заједно са овим дечком, и обојицу заклале у Смиљану. Када је искочила из запаљене куће, Сара Пејновић побегла је у оранице, где су се налазиле неке хрватске куће. Када су је становници тих кућа видели како рањена бежи повикали су усташама "Ето вам једно дијете утече". Ипак је она успела да побегне и у јулу 1948. године налазила се у Госпићу, али су се на њој још тада добро примећивали трагови претрпљених мука и ужасног страха. Седмог августа усташе су похватале код кућа у Бужину: Косту, Јелу и Филипа Лемајића, Мила, Марију, Ђуру, Илију и Милку Пејновић са шесторо деце, затим Милку Пејновић са два сина, Марију кћерку покојног Марка, са сином, снахом и дететом, Даницу са две кћери и све их затвориле у кућу Лемајића и запалиле. Међутим Ђура Лемајић је "био сасечен" и његов леш бачен у ватру. У кући Дмитра Пејновића Пацанова, у Смиљанском Пољу, 7. августа око 4 сата по подне усташе су у једну кућу затвориле 68 особа, врата и прозоре су "даскама заковали, кућа затим запаљена и сви унутра изгорели".

## Парохија Смиљан
Смиљан је сједиште истоимене парохије Српске православне цркве и то III платежне класе. Парохија Смиљан се налази у саставу Архијерејског намјесништва личког, Епархије горњокарловачке. Парохију чине насељена мјеста: Смиљан, Бужин, Карлобаг, Богданић, Љутаћа, Селиште, Понор и Расовача. У Смиљану су службовали 1827. године свештеници: парох поп Мелентије Димић и капелан поп Георгије Богић. Ову парохију је једно вријеме (1852—1863) опслуживао Милутин Тесла, отац Николе Тесле. Поред Милутина Тесле, у парохији су служили и капелан Стеван Косановић (1891—1892), јереј Димитрије Д. Јерковић, прота Матија Стијачић (од 1933. до 12. априла 1941) и други. Прота Стијачић је одмах по доласку у Смиљан, почео да ради на Теслиној глорификацији у његовом завичају. Обележио је Смиљан као научниково родно место. У месту је 1910. године живео Милош Лалић пензионисани прота, а ранији ректор Богословије.
Када је избио Други светски рат на челу Смиљанске парохије налазио се протојереј Матија Стијачић рођен 1883. године у Клобуку код Требиња. Њега су 12. априла 1941. ухапсиле хрватске усташе и одвеле у госпићку казниону. Ту су га изложили страховитом мучењу. Скидали су му кожу са леђа и на голо месо сипали со. Живот су му окончали на Велебиту и измрцварено тело бацили у једну од велебитских јама. Матијиног оца Видака Стијачића, обесили су Аустријанци 1916. године у Требињу са још 70 Срба. Син Славко пошао је у јесен 1941. године да тражи одведеног оца, али су и њега усташе ухватиле и убиле у Госпићу.

### Храм Св. апостола Петра и Павла
У Смиљану се налази храм Српске православне цркве посвећен Светим апостолима Петру и Павлу. Црква Св. апостола Петра и Павла је подигнута 1765, а дозволу за њену градњу је 1750-их добио епископ Данило Јакшић од Марије Терезије. Године 1892. црквена општина у Панчеву је тој цркви послала поклон у роби и књигама, вредних преко 50 ф. Храм су спалиле и срушиле усташе у јесен 1942. године у Другом свјетском рату. Храм је обновљен након Другог свјетског рата.

### Гробница 500 убијених Срба
На неколико метара од родне куће Николе Тесле, непосредно уз храм Св. апостола Петра и Павла се налази гробница више од 500 убијених Срба. У овој гробници су сахрањени остаци више од 500 Срба које су усташе убиле 1941. године. На гробници је стајала надгробна плоча до 1991. године, када је уклоњена од стране ХОС-а.
Пре рата смиљанска парохија бројала је преко 1.000 српских душа, 1948. године било их је свега 112, од којих је само 30 особа становало у Смиљану, остали су живели у Госпићу, јер у свом месту нису имали зграде у којима би могли да станују. Прота Пејиновић је 1948. године био у Смиљану и овако га описује: парохија смиљанска данас је празна. У том лепом и романтичном месту данас је човек срећан да нађе некога живог кад кроз село пролази. Свуда влада нема тишина, тако рећи и птице у гајевима не певају. На човека ова пустош, развалине и паљевине, ова тишина, оно гробље, порушена црква и парохијски стан делују неисказано тешко и мучно, тако да би човек најволео да почива у оној раци, у којој су заједно сахрањена 462 Србина-православца".

### Парохијски дом (родна кућа Николе Тесле)
Родна кућа Николе Тесле је намјенски саграђена као парохијски дом Српске православне цркве непосредно поред храма Св. апостола Петра и Павла. Николин отац Милутин Тесла се у ову кућу доселио када је примио службу пароха у Смиљану. Парохијски дом у Смиљану подигао је поп Николај Мандић средствима "крајишке владе" (државе). Поводом Теслине 80-годишњице, на кући је постављена спомен-плоча 12. јула 1936. Зграда је обновљена након Другог свјетског рата и претворена у парохијски дом-спомен-музеј у коме су се налазиле иконе, етнографски предмети, намјештај и библиотека, те лични предмети Николе Тесле. Изнад цркве и парохијског дома се налази српско православно гробље на коме је сахрањен Теслин брат Дане Тесла.

## Демографија
У периоду Другог свјетског рата 1941—1945. страдало је 683 становника Смиљана. Само на дан 2. августа 1941, хрватске усташе су извршиле покољ 506 Срба у Смиљану.
- 2001 — 446
- 1991 — 555 (Хрвати — 520, Срби — 18, Југословени — 4, остали — 13)
- 1981 — 605 (Хрвати — 553, Југословени — 30, Срби — 17, остали — 5)
- 1971 — 761 (Хрвати — 677, Срби — 41, Југословени — 19, остали — 24)

Према попису становништва из 2011. године, насеље Смиљан је имало 418 становника.
| Демографија | Демографија | Демографија |
| Година      | Становника  | Становника  |
| ----------- | ----------- | ----------- |
| 1857.       | 2.090       |             |
| 1869.       | 2.365       |             |
| 1880.       | 1.973       |             |
| 1890.       | 1.222       |             |
| 1900.       | 1.283       |             |
| 1910.       | 1.162       |             |
| 1921.       | 1.127       |             |
| 1931.       | 1.068       |             |
| 1948.       | 747         |             |
| 1953.       | 818         |             |
| 1961.       | 835         |             |
| 1971.       | 761         |             |
| 1981.       | 605         |             |
| 1991.       | 555         |             |
| 2001.       | 446         |             |
| 2011.       |             | 418         |

## Попис 1991.
На попису становништва 1991. године, насељено место Смиљан је имало 555 становника, следећег националног састава:
| Попис 1991.‍  | Попис 1991.‍  | Попис 1991.‍ | Попис 1991.‍ | Попис 1991.‍ |
| ------------ | ------------ | ----------- | ----------- | ----------- |
|              |              |             |             |             |
| Хрвати       | Хрвати       |             | 520         | 93,69%      |
| Срби         | Срби         |             | 18          | 3,24%       |
| Југословени  | Југословени  |             | 4           | 0,72%       |
| Словенци     | Словенци     |             | 1           | 0,18%       |
| остали       | остали       |             | 1           | 0,18%       |
| неопредељени | неопредељени |             | 2           | 0,36%       |
| непознато    | непознато    |             | 9           | 1,62%       |
| укупно: 555  |              |             |             |             |

## Презимена
- Тесла, православци
- Сертић, католици

## Знамените личности
- Никола Тесла (1856—1943), српски научник
- Гедеон Гено Илић (Смиљан код Госпића, Лика, 10. октобар 1863 — Госпић, 27. јули 1941), протојереј Српске православне цркве[6], посланик, јавни радник
- Ката Пејновић (1899—1966), народни херој Југославије